# John Paul Stapp
Pour les articles homonymes, voir Stapp.
John Paul Stapp (11 juillet 1910-13 novembre 1999) était un colonel de l'US Air Force et un des pionniers sur l'étude des effets des forces d'accélération et de décélération sur le corps humain.

## Biographie
Docteur en biophysique de l'université du Texas à Austin, il mena ainsi plusieurs expériences, s'utilisant lui-même comme cobaye, démontrant que l'homme pouvait supporter plus de g que ce que la science ne le croyait à l'époque. Stapp a été soumis à 46,2 fois la force de la gravité (46,2 g).
Il dédia sa vie à l'amélioration de la sécurité aéronautique et de manière plus générale à la sécurité des transports. Il sera ainsi un fervent partisan de l'installation des ceintures de sécurité dans les automobiles.
Plus précisément, John Stapp détint le record expérimental de résistance à une « force g » (accélération d'inertie) de 46,2 g, pendant une durée de 0,9 s en position « sur le dos » et à une accélération de 25 g pendant une durée de 1,1 s, en position « sur le ventre ».  Après ce record, il survécut 45 ans jusqu'à l'âge de 89 ans ; cependant, il a souffert toute sa vie de troubles de la vision liés à cette dernière expérience.[réf. nécessaire]
Ces études, pour évaluer les décélérations supportables, débutèrent vers 1947, avec une piste de 610 m de long, sur laquelle était guidé un traîneau pesant 680 kg. Le traineau était accéléré par plusieurs fusées de type JATO et freiné, sur une quinzaine de mètres en fin de course, par un dispositif de « freinage hydraulique » comportant deux fossés latéraux remplis d'eau. D'autres pistes plus longues, toujours pour traîneaux, furent construites ultérieurement.
Vers 1954, John Stapp procéda aussi à des essais sur la résistance humaine au souffle aérodynamique provoqué par la vitesse. Il aurait alors piloté un avion à réaction, dont le cockpit avait été déposé, à la vitesse de 917 km/h.

## Distinction
- 1954 : Cheney Award